# Lodewijk I van Loon

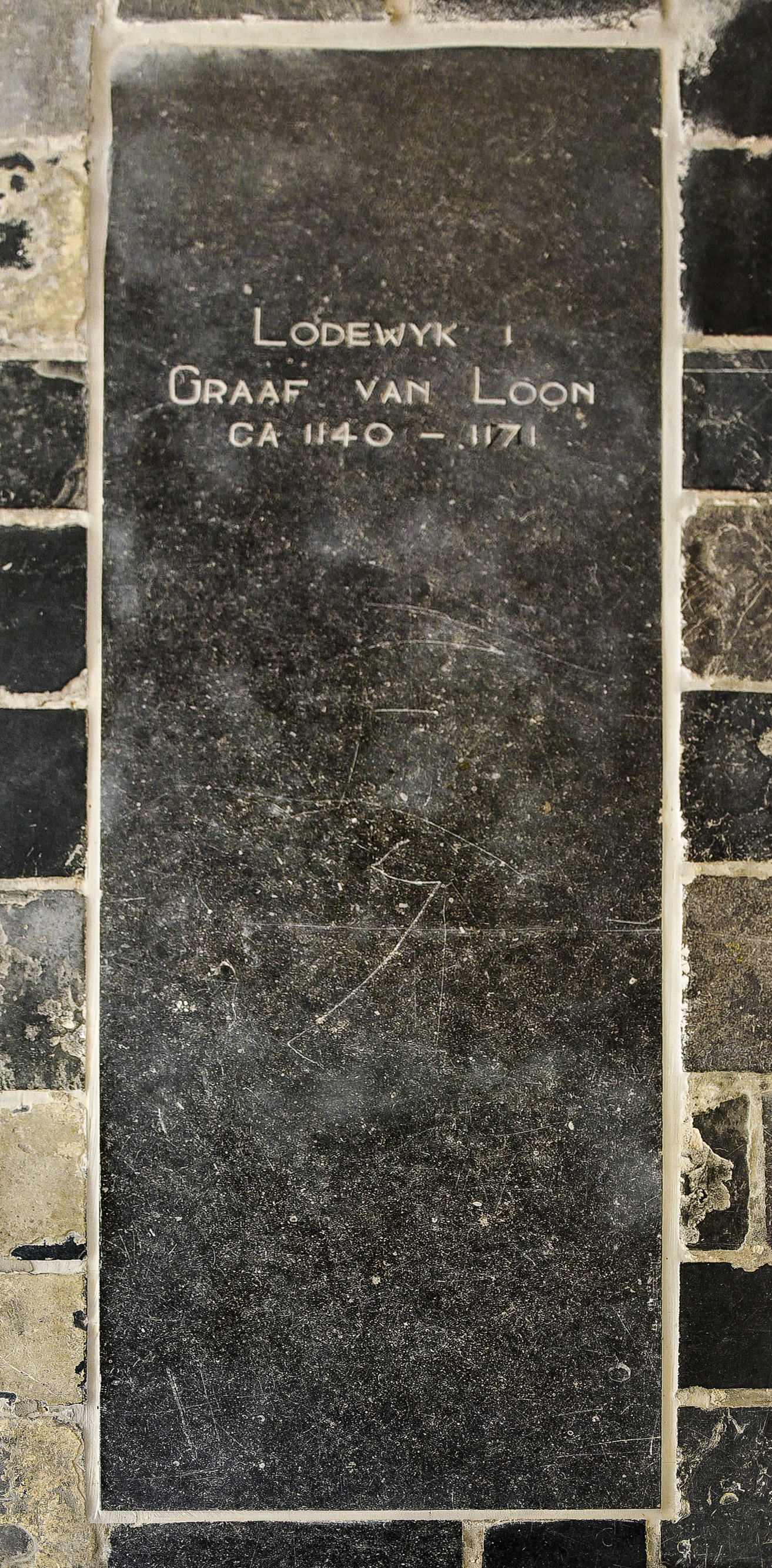
Grafsteen van Lodewijk I in de Graethemkapel

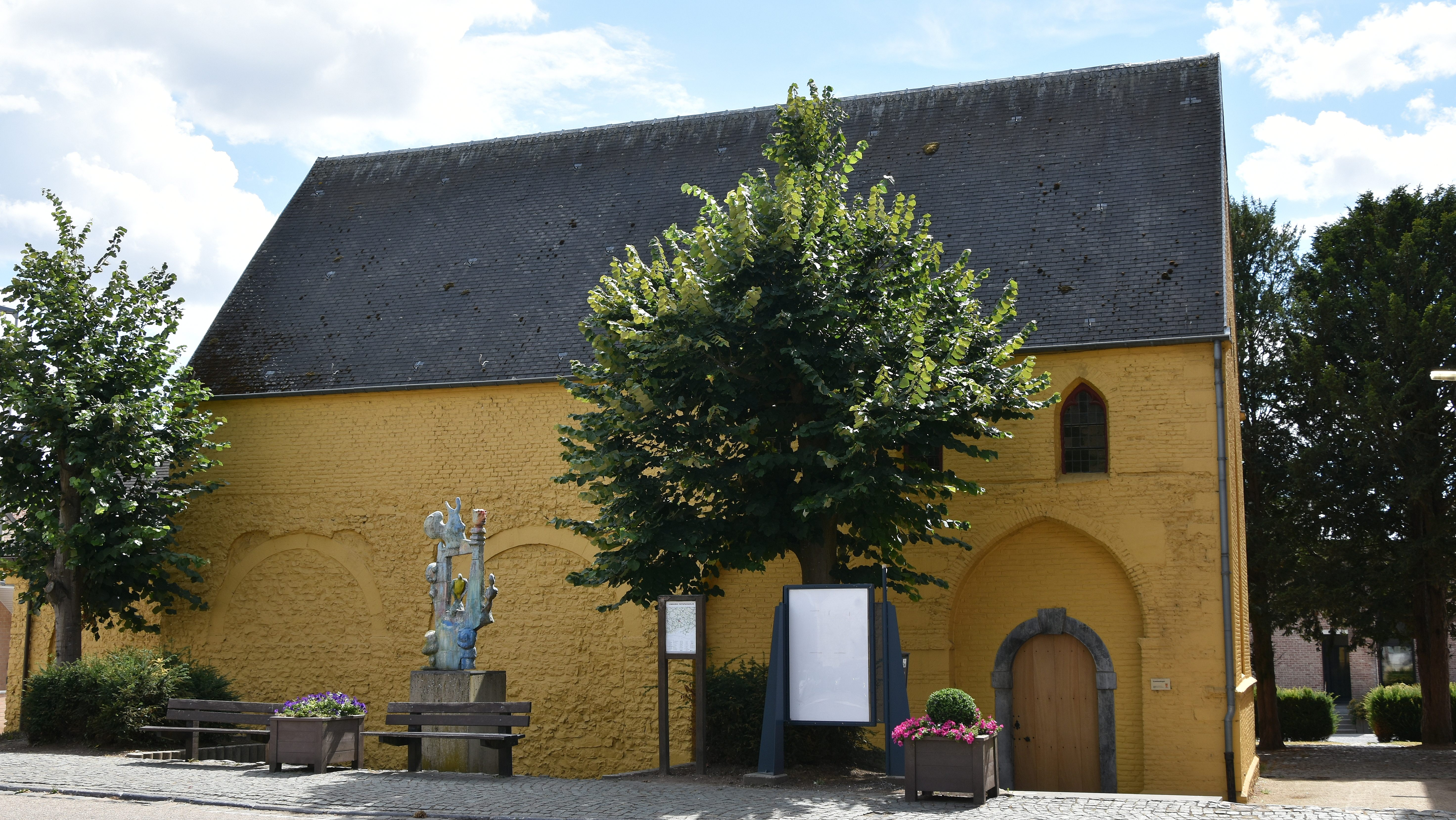
Rusthuis- en begijnhofkapel in Borgloon

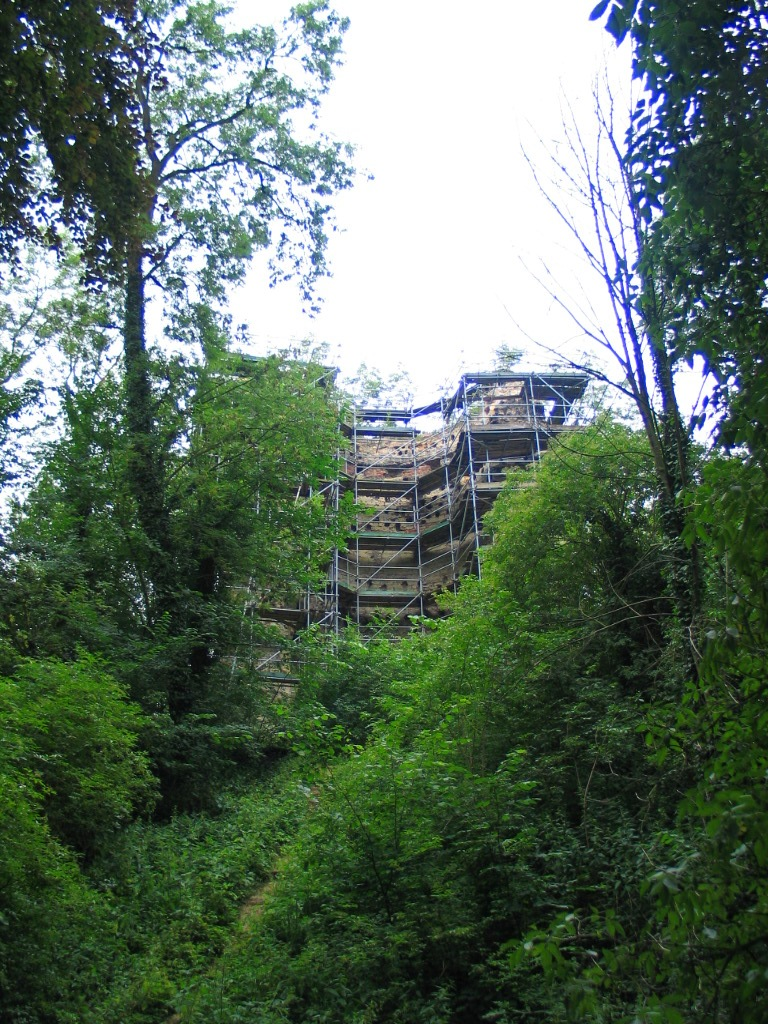
De burcht van de Loonse graven te Brustem

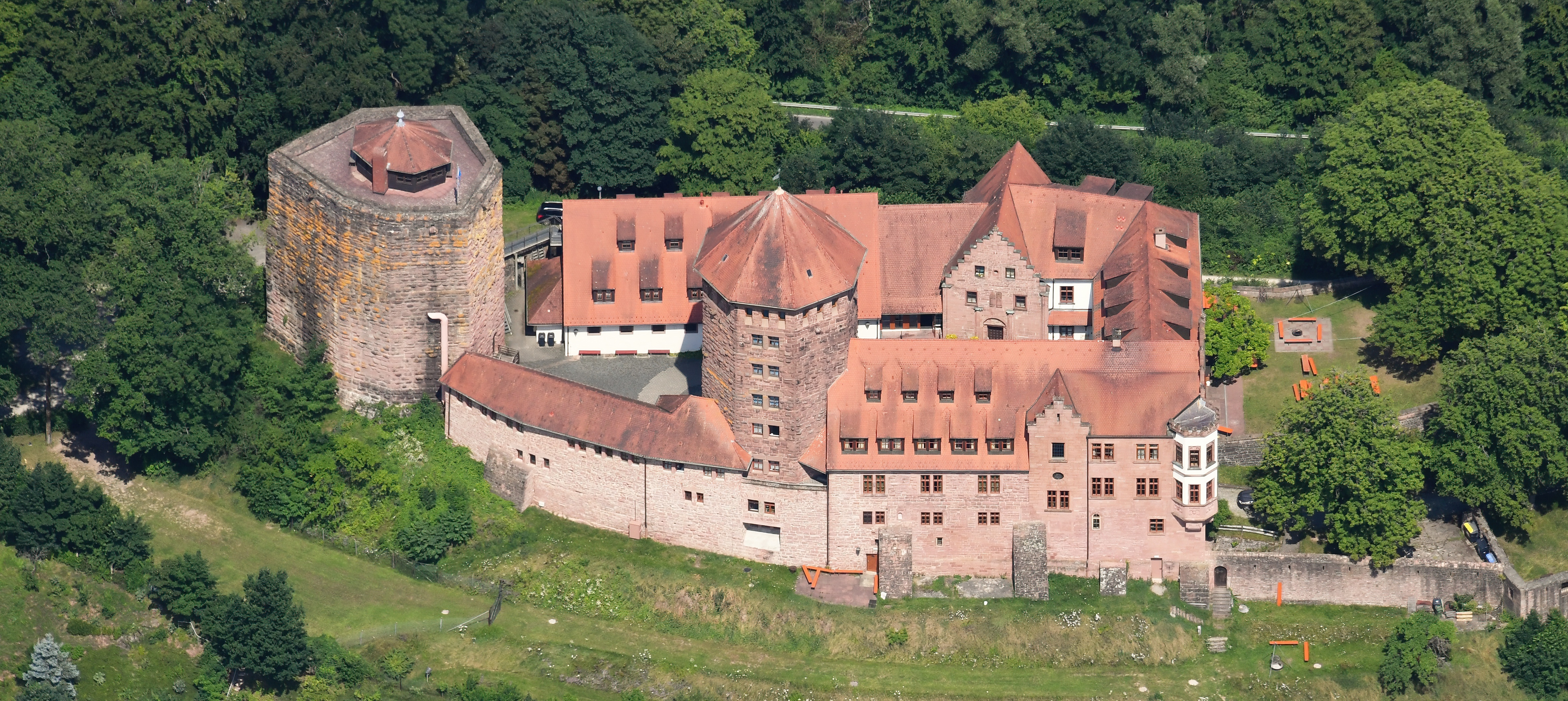
De burcht van Rieneck

Lodewijk I van Loon (na 1107 - 11 augustus 1171) was de vijfde graaf van Loon tussen 1139 en 1171. Hij was tevens graaf van Rieneck en burggraaf van Mainz.

## Biografie
Lodewijk was een zoon van Arnold II van Loon. Lodewijk huwde Agnes van Metz (ca. 1114 - 1175/1180), dochter van Folmar V van Metz en Mathilde, erfdochter van Longwy. Agnes gaf Hendrik van Veldeke, die een tijd vertoefde in de grafelijke burcht van Borgloon, de opdracht om de Sint-Servaeslegende te schrijven.
Met zijn Duitse bezittingen bouwde Lodewijk omstreeks 1155 het graafschap Rieneck uit. Hij liet in Rieneck een burcht bouwen als verdediging tegen de bisschoppen van Mainz, Würzburg en Fulda. Lodewijk was voogd van de abdij van Averbode en de abdij schonk de Bolderbergwinning in Bolderberg, nu bekend als domein Bovy.
Lodewijk liet de burcht van Brustem verstevigen in 1171. Dat was niet naar de zin van Gilles, de jonge graaf van Duras, die op 28 juli 1171, samen met de abt Wiric van Sint-Trudo en de Truienaren, Brustem aanviel en platbrandde. Het Loonse leger sloeg op de vlucht en Lodewijk trok zich terug in zijn kasteel in Loon, waar hij na een plotse aanval van koorts op 11 augustus 1171 stierf.
Men ging er lang vanuit dat Lodewijk en zijn vrouw in de Graethemkapel in Borgloon werden begraven. De kapel is nu een deel van het museum GRAAF. Na onderzoek bleek dat de gevonden skeletten jonger zijn. In het museum zijn wel grafstenen te zien die hun namen dragen.

## Huwelijk en kinderen
Lodewijk en Agnes kregen de volgende kinderen:
- Agnes, gehuwd met Otto I van Beieren.
- Arnoud, jong overleden
- Gerard, volgde zijn vader op.
- Hugo, was getrouwd maar de namen van zijn vrouw en evt. kinderen zijn niet bekend. Hugo verving zijn broer Gerard als graaf wanneer Gerard op kruistocht was.
- Bonne, gehuwd met Wouter Berthout, heer van Mechelen uit het Grimbergse geslacht Berthout
- Imagina, gehuwd met Godfried III van Brabant
- Laurette (ovl. voor 1184), in 1172 gehuwd met Gilles van Duras om de twist bij te leggen (gescheiden 1174), hertrouwd met Theobald I van Bar

## Genealogie Agnes van Metz
Bekende voorouders van Agnes zijn:
- (1) Folmar V van Metz (ca. 1090 - 1142) en Mathilde van Dagsburg (ca. 1098 - na 1157). Graaf van Metz en Homburg, stichtte in 1135 de abdij van Beaupré
  - (2) Folmar IV van Metz (ca. 1060 - 25 juni 1111), graaf van Metz, Huneburg et Lunéville, stichtte de abdij van Lixheim in 1107, daar begraven
    - (3) Folmar III van Metz (ca. 1000 - 1075), paltsgraaf van Metz, en Swanhilde (ca. 1005 - voor 1076)
      - (4) Godfried van Metz (ca. 975 - 1056), paltsgraaf van Metz, en Judith
        - (5) Folmar II van Metz (ca. 950 - voor 1029), paltsgraaf van Metz, en Gerberga van Verdun
          - (6) Folmar I van Bliesgau (ca. 920 - voor 996), paltsgraaf van Metz, graaf van Lunéville, en Bertha
            - (7) Folmar van Luneville (ca. 900 - na 980)
              - (8) Folmar van Worms, graaf van Worms, en Richilde

          - (6) Godfried van Verdun en Mathilde van Saksen

  - (2) Adalbert II van Egisheim (ca. 1065 - 24 augustus 1098) en Ermesinde I van Namen, ouders van Mathilde

## Voorouders
| Voorouders van Lodewijk I van Loon | Voorouders van Lodewijk I van Loon                        | Voorouders van Lodewijk I van Loon                        | Voorouders van Lodewijk I van Loon                     | Voorouders van Lodewijk I van Loon                     | Voorouders van Lodewijk I van Loon                    | Voorouders van Lodewijk I van Loon                    | Voorouders van Lodewijk I van Loon                    | Voorouders van Lodewijk I van Loon                    |
| ---------------------------------- | --------------------------------------------------------- | --------------------------------------------------------- | ------------------------------------------------------ | ------------------------------------------------------ | ----------------------------------------------------- | ----------------------------------------------------- | ----------------------------------------------------- | ----------------------------------------------------- |
| Overgrootouders                    | Emmo van Loon (1013-1079) ∞ Swanhilde van West-Frisia (-) | Emmo van Loon (1013-1079) ∞ Swanhilde van West-Frisia (-) | Gerard van Rieneck (-) ∞ Hedwig van Blieskastel (-)    | Gerard van Rieneck (-) ∞ Hedwig van Blieskastel (-)    | ? (-) ∞ ? (-)                                         | ? (-) ∞ ? (-)                                         | ? (-) ∞ ? (-)                                         | ? (-) ∞ ? (-)                                         |
| Grootouders                        | Arnold I van Loon (1050-1126) ∞ Adelheid van Mainz (-)    | Arnold I van Loon (1050-1126) ∞ Adelheid van Mainz (-)    | Arnold I van Loon (1050-1126) ∞ Adelheid van Mainz (-) | Arnold I van Loon (1050-1126) ∞ Adelheid van Mainz (-) | ? (-) ∞ ? (-)                                         | ? (-) ∞ ? (-)                                         | ? (-) ∞ ? (-)                                         | ? (-) ∞ ? (-)                                         |
| Ouders                             | Arnold II van Loon (1085-1138) ∞ Aleida van Diest (-)     | Arnold II van Loon (1085-1138) ∞ Aleida van Diest (-)     | Arnold II van Loon (1085-1138) ∞ Aleida van Diest (-)  | Arnold II van Loon (1085-1138) ∞ Aleida van Diest (-)  | Arnold II van Loon (1085-1138) ∞ Aleida van Diest (-) | Arnold II van Loon (1085-1138) ∞ Aleida van Diest (-) | Arnold II van Loon (1085-1138) ∞ Aleida van Diest (-) | Arnold II van Loon (1085-1138) ∞ Aleida van Diest (-) |
| Lodewijk I van Loon (1107-1171)    |                                                           |                                                           |                                                        |                                                        |                                                       |                                                       |                                                       |                                                       |